# CIEPE
CIEPE é um órgão público no estado de pernambuco, que ajuda na confecção da carteira de estudante para alunos das redes de estudo do ensino fundamental ao ensino médio. O órgão possui parceria com o Grande Recife Consórcio de Transporte, UBES, UESPE e a Casa do Estudante de Pernambuco - CEP/OS. O Grande Recife Consórcio de Transporte entrega as carteiras juntamente com o órgão.

## Meio de solicitação
Desde 2020, o órgão começou a disponibilizar a solicitação da carteira online e privadamente pelo site. Em média, a duração de tempo para entrega da carteira é 15-30 dias corridos, de acordo com o órgão.

## Utilidade
A carteira serve para dar meia-entradas (50% de desconto) em cinemas, teatros, shows, espetáculos musicais, eventos educativos, na especificação do estado de Pernambuco.

## Edição 2022
Desde o dia 21 de janeiro de 2022, a carteira começou a ser solicitada pelos estudantes.
• A carteira tem prazo de validade de um ano, contando com de março do ano até o próximo do outro ano.
Ex: se a carteira for de 2021, ela só é válida até 31 de março de 2022.

• O valor da carteira em 2022 foi de R$15,60.
Até o dia 17 de maio, 273 830 estudantes estavam confirmados no sistema das carteiras. Já foram feitas 111 510 carteiras da edição de 2022, dessas 81 426 já foram entregues. 12 998 carteiras estão no processo de criação. 